# Comandamentul III Teritorial (1916-1918)
Comandamentul III Teritorial a fost o structură militară de tip teritorial cu misiuni de asigurare a mobilizării și de generare a forțelor de rezervă pentru unitățile din compunerea Corpului III Armată. Comandamentul avea în subordine cercurile de recrutare: Ploiești, Mizil, Buzău, Râmnicu Sărat, Focșani, Tecuci, Galați și Bârlad. La mobilizare și pe toată perioada războiului, comandamentul trebuia să asigure completarea efectivelor unităților active din  Diviziei 5 Infanterie, Diviziei 6 Infanterie  și Diviziei 13 Infanterie. Totodată, comandamentul înființa la război următoarele unități de rezervă:  Regimentul 47 Infanterie,  Regimentul 72 Infanterie,  Regimentul 48 Infanterie,  Regimentul 49 Infanterie,  Regimentul 50 Infanterie,  Regimentul 64 Infanterie,  Regimentul 51 Infanterie,  Regimentul 52 Infanterie și  Regimentul 23 Artilerie.:p. 81
La decretarea mobilizării din 14/27 august 1916, comandantul comandamentului, generalul de brigadă Alexandru Socec a fost mutat comandant al Diviziei 13 Infanterie iar în funcția de comandant al Comandamentului III Teritorial a fost numit generalul de divizie (rz.) Constantin Cica. În subordinea sa au intrat nou înființatele Comandamente Teritoriale ale Diviziilor 5 și 6 Infanterie, comandate de generalii de brigadă (rz.) Benone Anastasiu și Constantin Orezeanu.:p. 49
În anul 1917 la comanda comandamentului s-a aflat generalul de divizie Constantin Tănăsescu, iar Comandamentele Teritoriale ale Diviziilor 5 și 6 Infanterie au fost comandate de generalul de brigadă (rz.) Claudian Floru Ionescu și generalul de brigadă Constantin Teodorescu.:p. 64